# Shibuya-kei

Shibuya-kei (también conocido como 渋谷系 "Estilo de Shibuya"; o 渋谷系サウンド "Sonido de Shibuya") es una variedad de j-pop que combina elementos electrónicos con jazz o música popular. El Shibuya-kei empezó ganando popularidad en el distrito nipón de Shibuya, en Tokio, de donde tomó este nombre. A pesar de la escasa promoción que ha recibido, el género goza de enorme éxito.

## Origen e influencias
Al principio el término sirvió para etiquetar bandas como Flipper's Guitar, Pizzicato Five o Fantastic Plastic Machine, fuertemente influenciadas por el yeyé francés y su máximo representante, Serge Gainsbourg, Cathy Claret. Otras de las influencias que se vuelcan en este estilo son el lounge, y la bossa nova. La popularidad del Shibuya-kei creció a finales de los 90, y la etiqueta comenzó ser aplicada en bandas como Puffy, cuya música empezó a denotar cierta tendencia al mainstream.

## Desarrollo

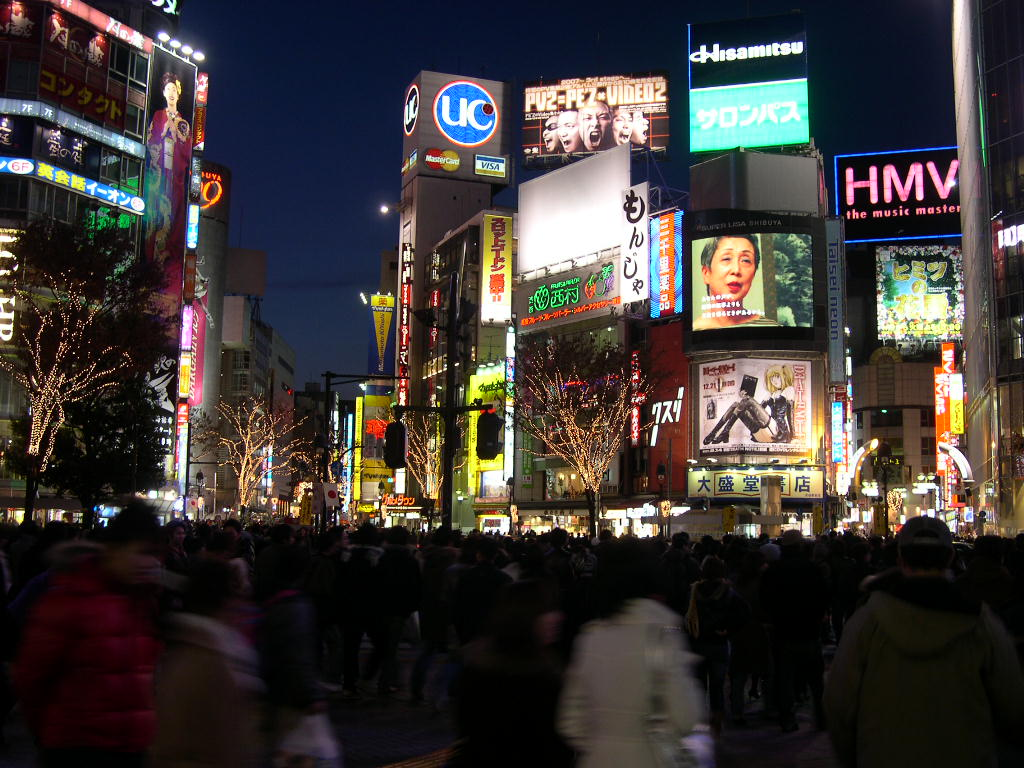
La noche en Shibuya.

Algunos artistas rechazaron el término o se opusieron a ser conocidos como “Shibuya-kei", pero el nombre acabó siendo aceptado. Este movimiento artístico y musical ha tenido su trascendencia no solo en lo que a canciones se refiere, sino que también ha creado una nueva cultura, joven y moderna, alrededor de este famoso barrio de Tokio, cuna de la subcultura gyaru. Además esto favoreció a negocios locales, que comenzaron a vender muchos discos de Shibuya-kei en su sección de música tradicional japonesa. 
Por otra parte, cada vez más músicos de fuera de Japón, como el británico Momus, el francés Dimitri from Paris, y los estadounidenses Natural Calamity y Phofo son etiquetados como Shibuya-kei. Muchos consideran esto como una muestra de la aceptación del género más allá de su público original, y cada vez más alejado del anime y la música de baile.

## Grupos clave
- Cornelius
- Fantastic Plastic Machine
- Hi-Posi
- Pizzicato Five
- Capsule
- Towa Tei
- Perfume (banda)